# Бенжамен Луї Поль Ґодар
Бенжаме́н Луї́ Поль Ґода́р (фр. Benjamin Louis Paul Godard; 18 серпня 1849, Париж — 10 січня 1895, Канни) — французький скрипаль і композитор епохи романтизму.

## Біографія
Народився у сім'ї підприємця єврейського походження. Почав займатися скрипкою під керівництвом Ріхарда Гаммера, дебютував на сцені у віці дев'яти років. 1863 року вступив до Паризької консерваторії до класу скрипки Анрі В'єтана, потім вивчав також композицію у Анрі Ребера. Двічі гастролював Німеччиною разом зі своїм учителем В'єтаном, якийсь час грав на альті в різних камерних ансамблях.

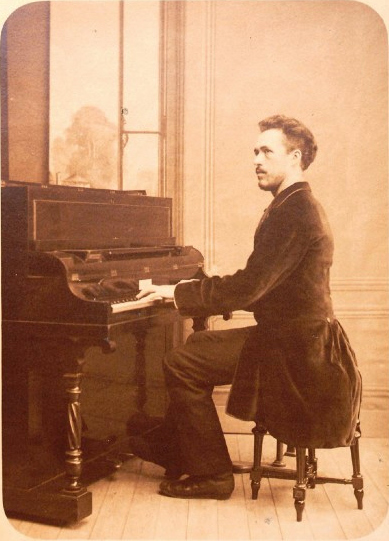
Годар за фортеп'яно

У віці 16 років написав першу скрипкову сонату (присвятивши її Гаммеру) і незабаром присвятив себе переважно композиції. З 1876 його твори систематично виконувались, особливо в «Популярних концертах» Жюля Етьєнна Падлу (зокрема, 10 грудня прозвучав вперше Романтичний концерт для скрипки з оркестром тв. 35, соло Марі Тайо, якій він присвячений); того ж року Ґодар оркестрував «Дитячі сцени» Роберта Шумана, які свого часу на нього дуже вплинули. 1878 року Ґодар став одним із володарів премії, заснованої паризькою мерією, за драматичну симфонію «Тассо» (фр. Le Tasse, на слова Ш. Ґранмужена), 18 грудня того ж року симфонія була вперше виконана під керуванням Едуара Колонна. Того ж 1878 року було поставлено першу оперу Ґодара «Коштовності Жанетти» (фр. Les Bijoux de Jeanette). У 1885—1886 рр., після смерті Падлу, Годар протягом одного сезону керував власним оркестром. 1887 року отримав професорський пост в Паризькій консерваторії, а 1889 р. став кавалером ордена Почесного легіону.
Список творів Годара включає 8 опер, з яких найбільш відома третя, «Жослен» (фр. Jocelyn, за однойменною поемою Альфонса де Ламартіна; 1888, Брюссель) — з неї, зокрема, взята особливо популярна «Колискова». Симфонії Ґодара різною мірою програмні (найвідоміша Готична тв. 23). Два концерти та Поетичні сцени написані Ґодаром для скрипки з оркестром, два концерти — для фортеп'яно з оркестром. До його камерних творів відносяться три струнні квартети, чотири сонати для скрипки та фортеп'яно, соната для віолончелі та фортеп'яно, два фортеп'янні тріо. Годару також належать численні фортеп'янні п'єси, понад сто пісень.
Помер від туберкульозу і був похований у сімейному склепі в Таверні, неподалік Парижа. До середини XX століття його твори практично вийшли з класичного репертуару (хоча Давид Ойстрах виконував Канцонетту з Романтичного концерту). На межі XX—XXI століть певний інтерес до творчості Ґодара виник знову: його твори для скрипки з оркестром записала Глоя Гансліп, записані також два альбоми його симфонічних творів та фортеп'янні тріо.

## Опери
- Les bijoux de Jeannette, opera, fp 1878, Paris.
- Les Guelfes, grand opera (5 acts, L. Gallet), ms. 1880-82, fp 17 January 1902, Théâtre des Arts, Rouen.
- Pedro de Zalamea opéra (4 acts, L. Détroyat & A. Silvestre, після P. Caldéron de la Barca), fp 31 January 1884, Théâtre Royal, Antwerp.
- Jocelyn, тв. 100, opéra (4 acts, Capoul & Silvestre, після A. de Lamartine), fp 25 February 1888, Théâtre de la Monnaie, Brussels.
- Dante, тв.111, drame lyrique (4 acts, E. Blau) fp 13 May 1890, Opéra Comique (Favart), Paris.
- Jeanne d'Arc, тв. 125, drame historique (5 acts, J. Fabre) fp 13 January 1891, Théâtre de la Châtelet, Paris.
- Ruy Blas, 1891, unperformed.
- La vivandière, opéra comique (3 дії, лібретто Анрі Каена, незакінчена)

## Різне
Другий вальс Годара був одним із найулюбленіших музичних творів Олександра Гріна. Його перша дружина Віра Павлівна писала у спогадах:
Іноді я грала Олександру Степановичу на роялі, йому найбільше подобався другий вальс Годара. Якось, прослухавши його, Олександр Степанович сказав:

 — Коли я слухаю цей вальс, мені здається великий світлий храм. Посеред танцює дівчинка.